# Phloiotrya ishikawai
Phloiotrya ishikawai là một loài bọ cánh cứng trong họ Melandryidae. Loài này được Toyoshima miêu tả khoa học năm 1999.